# Сантиментализъм
Сантиментализъм (от френски: sentiment – '„чувство“) е литературно направление от втората половина на 18 век, характеризиращо се със своята силна емоционална обагреност. Това е въобще по-лековата и непретенциозна литература и много от произведенията й стават, но не остават особено популярни. В България (по онова време все още в границите на Османската империя) сантиментализмът се появява сравнително слабо и късно, когато вече е преминал в другите страни. Намира проявление в творчеството на някои писатели от епохата на Възраждането и в преводни и побългарени пиеси, разкази и повести. В духа на сантиментализма са например първите оригинални български повести, както и пиесите „Многострадална Геновева“, „Сирота Цветанка“ и „Хубавинка Янка“. Характерно за преводните произведения е, че при побългаряването им (доближаването им към българските бит и култура) са направени по-реалистични и освободени от крайния сантиментализъм на оригиналния текст.
Течението се заражда в противовес на пиетизма в Англия и на просветителството в Германия (Свещената Римска империя) и Франция, и отразява духовния подем на нарастващото градско население в тази страни, разпространява се и в останалите западноевропейски и в славянските страни. По време (но не и по идейна насоченост) съвпада с времето на Предромантизма и подготвя почвата за Реализма.

## Изразни средства
Сантиментализмът се проявява във всички литературни родове и видове (жанрове), като най-широко застъпена е белетристиката. За разлика от литературата на Класицизма с присъщите ѝ високопарност и аристократичност, произведенията от това течение са ориентирани към обикновените хора и разкриването на тяхната богата душевност, без да се излиза от рамките на личния или семейния конфликт и да се правят обобщения от по-широко обществено значение. Цел на писателите-сантименталисти е да разкрият съдбите и преживяванията на своите крайно чувствителни герои: хора от народа, които също са способни на любовни терзания, възвишеност и саможертва. Душевните вълнения са придружени с много въздишки и сълзи на скръб или радост. Характерни за тези творби са идиличната атмосфера, употребата на реторични въпроси и обръщения, умалителните имена и сантименталните монолози.

## Представители
Сред по-известните представители на течението са:
- Оливър Голдсмит, Джеймс Томсън, Едуард Юнг, Томас Грей, Лорънс Стърн - в Англия,
- Йохан Волфганг фон Гьоте, Фридрих Шилер - в Германия,
- Жан-Жак Русо, Нивел дьо ла Шосе, Бернарден дьо Сен Пиер, Дени Дидро - във Франция,
- Николай Карамзин - в Русия,
- Васил Друмев („Нещастна фамилия“), Илия Блъсков („Изгубена Станка“), Петко Славейков (някои негови поеми и стихотворения).